# 민 (성씨)
민(閔)씨는 중국과 한국의 성씨이다. 2015년 대한민국 통계청 조사에서 171,740명으로 조사되어 성씨 인구 46위이다. 본관은 여흥(驪興), 단본이다. 

## 기원
민(閔)씨는 노(鲁)나라 무당읍(武棠邑) 출신인 민손(閔損, 기원전 536년 ~ BC 487년)의 후예이다. 민손은 공자의 제자인 공문(孔門) 칠십이현(七十二賢) 중 한 사람으로서 민자건(閔子騫)으로도 불린다.
후백제 견훤의 신하인 민합(閔郃), 918년(고려 태조  원년) 내군장군(內軍將軍)에 임명된 민강(閔剛), 1031년(덕종 즉위년) 공부상서(工部尙書)에 임명된 민가거(閔可擧), 문종 때의 민창수(閔昌壽), 민창소(閔昌素) 등이 고려사에 기록되어 있지만 민칭도 이전의 계보는 알 수 없다. 

## 여흥 민씨
여흥 민씨(驪興 閔氏) 시조 민칭도(閔稱道)의 증손자인 민영모(閔令謨)가 1138년(고려 인종 16년)에 과거에 급제하여 문하시랑평장사(門下侍郞平章事)·판이부사(判吏部事)·태자태사(太子太師)에 올랐다. 민영모의 장남 민식(閔湜)이 1167년(의종 21) 과거에 급제하여 형부상서에 이르렀고, 차남 민공규(閔公珪)는 1177년(명종 7) 과거에 급제하여 문하평장사(門下平章事)를 지냈다. 민영모 이후 고위 관료를 지속적으로 배출하면서 고려사 충선왕조에 왕실과 혼인이 가능한 재상지종 가문 중 하나로 기록되어 있다.
민식(閔湜)의 증손 민지(閔漬)가 1266년(원종 7) 과거에 장원급제하여 1325년(충숙왕 12)에 첨의정승(僉議政丞)에 이르렀고, 1326년 여흥부원군(驪興府院君)에 봉해졌다.
민공규(閔公珪)의 증손인 민종유(閔宗儒)는 1309년(충선왕 1) 찬성사(贊成事)로 치사하고, 1319년(충숙왕 6) 복흥군(福興君)에 봉해졌다. 민종유의 아들 민적(閔頔)은 충혜왕 때 진현관대제학(進賢館大提學)에 올랐다. 민적(閔頔)의 후손은 4명의 왕비를 배출하며 조선 왕실의 외척으로서 명문의 위상을 유지했다. 민적(閔頔)의 셋째 아들 민변(閔抃)이 여흥군(驪興君)에 봉해지고, 민변의 아들 민제(閔霽)의 딸이 태종의 왕비 원경왕후(元敬王后)가 되었다. 태종의 왕권강화책으로 외척인 민제의 네 아들이 제거되면서 가문의 위세가 위축되었으나 세종 이후 복권되어 민적의 둘째 아들인 민유(閔愉)의 후손 중에서 왕비를 다수 배출했다.
조선시대 문과 급제자 242명, 왕비 4명(황후 2명), 상신(相臣) 12명, 종묘배향공신 6명을 배출하였다. 
민적(閔頔)의 12세손인 민광훈(閔光勳)을 파조로 하는 삼방파(三房派)에서 민광훈의 셋째 아들인 민유중(閔維重)의 딸이 숙종의 왕비 인현왕후(仁顯王后)가 되면서 민유중은 여양부원군(驪陽府院君)에 봉군되었고, 민유중의 형인 민정중(閔鼎重)이 좌의정에 올랐으며, 민정중의 아들 민진장(閔鎭長)은 우의정에 올랐다. 인현왕후의 오빠인 민진후(閔鎭厚)는 좌참찬(左參贊)에 올랐고, 민진후의 동생인 민진원(閔鎭遠)은 영조 때 노론의 영수로서 좌의정에 이르렀다. 민진후의 현손인 민치록(閔致祿)의 딸이 고종의 비인 명성황후(明成皇后)가 되면서 여흥 민씨의 세도정치가 시작되었다. 여은부원군(驪恩府院君) 민태호(閔台鎬)의 딸은 순종의 비 순명효황후(純明孝皇后)가 되었다.

## 같이 보기
- 여흥 민씨